# Scarabaeus jalof
Scarabaeus jalof là một loài bọ cánh cứng trong họ Bọ hung (Scarabaeidae).